# Pałac Buckingham
Pałac Buckingham (ang. Buckingham Palace) – oficjalna londyńska rezydencja brytyjskich monarchów, zlokalizowana w City of Westminster. Największy na świecie pałac królewski, który od 1837 roku pełni funkcję oficjalnej siedziby monarszej. Jedna z pereł architektury późnego baroku. 
Pałac został zbudowany w 1703 roku jako rezydencja miejska dla księcia Buckingham, Johna Sheffielda. W roku 1761 król Wielkiej Brytanii Jerzy III wszedł w posiadanie pałacu, który został przekształcony w jego rezydencję prywatną. W ciągu kolejnych 75 lat pałac wielokrotnie rozbudowywano. W pałacu jest sześćset komnat, w tym dziewiętnaście reprezentacyjnych, ponad siedemdziesiąt łazienek i prawie dwieście sypialni. Przed siedzibą obecnego króla znajduje się pomnik królowej Wiktorii (Victoria Memorial), która przeznaczyła pałac na prywatną stałą rezydencję królewską. Rzeźbę z białego marmuru stworzył Thomas Brock w 1931 roku. 
Pałac Buckingham jest także miejscem uroczystości państwowych oraz oficjalnych spotkań głów państw. Dla Brytyjczyków pałac stanowi symbol Wielkiej Brytanii. Przed pałacem składano kwiaty po śmierci księżnej Diany w 1997 r. oraz po śmierci Elżbiety II w 2022 r.
Istotnym elementem wystroju pałacu jest sztandar królewski. Kiedy monarcha rezyduje w Buckingham sztandar wisi na pełnej wysokości, gdy wyjeżdża, jest zdejmowany. Po śmierci Diany Elżbieta II wprowadziła nowy zwyczaj. Kiedy opuściła pałac, by udać się na pogrzeb Diany, sztandar królewski zdjęto (zgodnie z protokołem), a na jego miejsce (to nowość) podniesiono flagę brytyjską, Union Jack, i opuszczono ją do połowy masztu. Od tej pory po zgonie członka rodziny królewskiej na pałacu podnosi się Union Jack i opuszcza do połowy masztu.
Od kwietnia do lipca codziennie o 11.30 odbywa się przed pałacem uroczysta zmiana warty (w pozostałych miesiącach co drugi dzień).
Po pożarze w zamku królewskim w Windsorze w 1992 część pałacu Buckingham udostępniana jest do zwiedzania w sierpniu i wrześniu. Podczas wakacyjnej nieobecności władcy w stolicy można odpłatnie zobaczyć niektóre reprezentacyjne apartamenty. Bilet wstępu kosztuje ok. 20 funtów.